# Сомнение (фильм)
«Сомнение» (англ. Doubt) — американский драматический фильм режиссёра Джона Патрика Шэнли. Фильм снят по пьесе, получившей в 2005 году Пулитцеровскую премию. Пять номинаций на премии «Золотой глобус» и «Оскар» (2009). Премьера состоялась 30 октября 2008 года на кинофестивале в США (AFI Film Festival).

## Сюжет
Действие фильма разворачивается в 1964 году в католической церковной школе в Бронксе (Нью-Йорк, США). Директор школы, строгая и требовательная монахиня конгрегации сестры милосердия Элоиза Бовье, теряется в смутных сомнениях относительно отца Флинна, священника церкви, при которой существует школа. Она собирает своих преподавательниц (также монахинь) и намекает им, что со священником что-то не в порядке и что они должны быть бдительными и сообщать ей о всём, что им покажется странным или необычным. Вместе с тем, Элоиза отказывается объяснить, что именно она имеет в виду. Сёстры теряются в догадках, но покорно следуют её указаниям.
Однажды сестра Джеймс, молодая и наивная учительница школы, становится свидетельницей необычно близких, как ей показалось, отношений между отцом Флинном и одним из школьников по имени Дональд Миллер, единственным чернокожим учеником, который также является и одним из алтарников при церкви. Она сообщает о своих подозрениях сестре Элоизе, которая, в свою очередь, начинает собственное расследование и более пристальное наблюдение за отцом Флинном. Она подозревает священника в развращении учеников. Сестра Элоиза приглашает мать Дональда к себе для беседы, чтобы расспросить её о сыне и его поведении дома. В ходе разговора Элоиза сообщает ей о своих подозрениях, однако, к её удивлению, мать Дональда упорно не желает слушать её, даже после того, как она прямо и откровенно говорит ей, что абсолютно уверена в том, что отец Флинн «растлевает» её сына. Наконец, мать Дональда, со слезами на глазах, объясняет ей, что её сын — «не такой, как все» и что по этой причине ему пришлось много страдать, в том числе, по причине вынужденного перехода из одной школы в другую из-за враждебности к себе со стороны других учеников. Отец Флинн — единственный человек, который искренне любит и понимает её сына. Более того, говорит она, если отец Дональда узнает о его отношениях со взрослым мужчиной, то может просто расправиться со своим сыном физически. Она просит сестру Элоизу не создавать дополнительные проблемы, а оставить всё, как есть.
Однако сестра Элоиза не унимается и даёт себе слово «избавить» свою школу и церковный приход от священника-«извращенца». Она просит отца Флинна зайти к себе в кабинет для беседы и там прямо и открыто говорит ему о своих подозрениях. Отец Флинн с недоумением отвергает все подозрения, но не может привести доказательства, которые убедили бы сестру Элоизу в его невиновности. Кроме того, она заявляет ему, что она «навела справки» о нём, связавшись по телефону со своими коллегами из других приходов, в которых он работал ранее и что теперь она знает причину, по которой ему пришлось неоднократно переходить из одного прихода в другой. Это вызывает глубокое возмущение отца Флинна, который начинает подозревать, что против него ведётся враждебная кампания с целью дискредитации. Не выдержав этого, он вынужден покинуть свой приход и церковную школу. Это вызывает неоднозначную реакцию как учеников, так и учителей. 
Проходит некоторое время. Однажды, во время прогулки по церковному дворику, сестра Джеймс замечает глубоко опечаленную сестру Элоизу, сидящую на скамейке. Сестра Элоиза признаётся ей, что не наводила никаких справок об отце Флинне, а просто солгала, и что сделала это, чтобы увидеть, как он отреагирует. «Если бы он был невиновен, он бы не ушёл от нас» — заявляет она. Сестра Джеймс спрашивает её, в чём причина её переживаний, на что сестра Элоиза отвечает, что её гложет сомнение относительно виновности отца Флинна. В этот момент сестра Джеймс понимает, что у Элоизы не было никаких доказательств вины отца Флинна. Кроме того, она узнаёт, что отец Флинн после ухода из церкви был переведён на ещё более ответственную работу в другом приходе.
Фильм посвящён сестре милосердия Маргарет Маккенти, известной под именем сестра Джеймс.

## В ролях
| Актёр                | Роль                |
| -------------------- | ------------------- |
| Мерил Стрип          | сестра Элоиза Бовье |
| Филип Сеймур Хоффман | отец Брендан Флинн  |
| Эми Адамс            | сестра Джеймс       |
| Виола Дэвис          | миссис Миллер       |
| Элис Драммонд        | сестра Вероника     |
| Одри Дж. Нинан       | сестра Реймонд      |
| Джозеф Фостер        | Дональд Миллер      |

## Съёмочная группа и производство
- Режиссёр: Джон Патрик Шэнли / John Patrick Shanley
- Сценарист: Джон Патрик Шэнли
- Продюсер: Скотт Рудин / Scott Rudin
- Оператор: Роджер Дикинс / Roger Deakins
- Композитор: Говард Шор / Howard Shore
- Монтаж: Дилан Тиченор / Dylan Tichenor
- Подбор актёров: Эллен Ченовет / Ellen Chenoweth
- Художник-постановщик: Дэвид Гропмен / David Gropman
- Декорации: Эллен Кристиансен / Ellen Christiansen
- Художник по костюмам: Энн Рот / Ann Roth

Производство компании «Scott Rudin Productions» (США).

## Прокат
В Торонто и США (ограниченным числом копий) фильм вышел в прокат 12 декабря 2008 года, в Казахстане, России (ограниченным числом копий) и Словакии — 26 февраля 2009 года, в Венесуэле, Ирландии и Латвии — 26 февраля 2009 года, в Японии — 7 марта 2009 года.

## Награды и номинации
- 2009 — 5 номинаций на премию «Оскар»: лучшая женская роль (Мерил Стрип), лучшая мужская роль второго плана (Филип Сеймур Хоффман), лучшая женская роль второго плана (Эми Адамс и Виола Дэвис), лучший адаптированный сценарий (Джон Патрик Шэнли)
- 2009 — 5 номинаций на премию «Золотой глобус»: лучшая женская роль — драма (Мерил Стрип), лучшая мужская роль второго плана (Филип Сеймур Хоффман), лучшая женская роль второго плана (Эми Адамс и Виола Дэвис), лучший сценарий (Джон Патрик Шэнли)
- 2009 — 3 номинации на премию BAFTA: лучшая женская роль (Мерил Стрип), лучшая мужская роль второго плана (Филип Сеймур Хоффман), лучшая женская роль второго плана (Эми Адамс)
- 2009 — премия «Выбор критиков» за лучшую женскую роль (Мерил Стрип), а также 5 номинаций: лучший фильм, лучшая мужская роль второго плана (Филип Сеймур Хоффман), лучшая женская роль второго плана (Виола Дэвис), лучший сценарий (Джон Патрик Шэнли), лучший актёрский состав
- 2009 — премия Гильдии киноактёров США за лучшую женскую роль (Мерил Стрип), а также 4 номинации: лучшая мужская роль второго плана (Филип Сеймур Хоффман), лучшая женская роль второго плана (Эми Адамс и Виола Дэвис), лучший актёрский состав
- 2009 — номинация на премию Гильдии сценаристов США за лучший адаптированный сценарий (Джон Патрик Шэнли)
- 2008 — 3 номинации на премию «Спутник»: лучшая женская роль — драма (Мерил Стрип), лучшая мужская роль второго плана (Филип Сеймур Хоффман), лучший адаптированный сценарий (Джон Патрик Шэнли)
- 2008 — 2 премии Национального совета кинокритиков США: женский прорыв года (Виола Дэвис), лучший актёрский состав